# اسم من رو بگو (بریکینگ بد)
اسم من رو بگو (انگلیسی: Say My Name)"  هفتمین قسمت از فصل پنجم سریال درام تلویزیونی جنایی آمریکایی  بریکینگ بد و پنجاه و سومین قسمت کلی این مجموعه است. این فیلم به نویسندگی و کارگردانی توماس اشناوز در ۲۶ اوت ۲۰۱۲ از شبکه AMC پخش شد.